# De-Vivo-Haftscheibenfledermaus

Bis zum Jahr 2015 bekanntes Verbreitungsgebiet

Die De-Vivo-Haftscheibenfledermaus (Thyroptera devivoi) ist eine in Südamerika verbreitete Fledermaus in der Gattung der Amerikanischen Haftscheibenfledermäuse. Sie hat ähnlich wie die LaVal-Haftscheibenfledermaus (Thyroptera lavali) ovale Haftscheiben auf den Daumen. Die Art ist nach dem Zoologen Mario de Vivo benannt, der Mentor der Gruppe von Erstbeschreibern war, als diese studierten.

## Merkmale
Die Art erreicht eine Kopf-Rumpf-Länge von 38,4 bis 46 mm sowie eine Schwanzlänge von 24,6 bis 29 mm. Die Unterarme sind 35,7 bis 38 mm lang, die Länge der Ohren beträgt 9 bis 11 mm und ein Männchen wog 5 g. Das dunkelbraune Fell der Oberseite besteht aus Haaren, die nahe der Wurzel schwarz und an den Spitzen zimtbraun sind. Zusätzlich gibt es gänzlich zimtbraune Haare. Das Fell der Unterseite ist deutlich hellbraun mit einem dunkelbraunen Bereich an der Haarbasis. Ein weiteres Kennzeichen ist das wollige Fell zwischen den Schultern. Auf der graubraunen Flughaut sind wenige weiße Haare verstreut. Eine Ausnahme bildet die Unterseite der Schwanzflughaut, auf der rotbraune Haare vorkommen. Die ovale Haftscheibe ist etwa 3,5 mm lang und 2,5 mm breit. Im Gebiss dieser Fledermaus befindet sich eine Lücke (Diastema) zwischen den Schneide- und Eckzähnen der Oberseite.

## Verbreitung
Die De-Vivo-Haftscheibenfledermaus ist aus dem Süden Guyanas und aus dem brasilianischen Bundesstaat Piauí bekannt. Vermutlich bewohnt sie die dazwischen liegenden Gebiete. Es kann sich um zwei unterschiedliche Arten handeln. Die Fledermaus hält sich in der Landschaft Cerrado und in anderen Savannen auf. Sie besucht gelegentlich Sümpfe mit Palmen. Neuere Funde stammen aus Kolumbien und anderen brasilianischen Regionen.

## Lebensweise
Über das Verhalten der Art ist nur wenig bekannt. Ein Exemplar ruhte unter einem Palmenblatt. Die Nahrung besteht aus Insekten.

## Gefährdung
Die Umwandlung der Landschaft in Weiden und Ackerland wirkt sich negativ auf den Bestand aus. Die Populationsgröße ist unbekannt. Bis 2015 wurden nur fünf Exemplare gefunden. Die Art wird daher in der Roten Liste der IUCN wegen unzureichender Datenlage (data deficient) nicht bewertet.